# Bahnhof Berlin Springpfuhl
Der Bahnhof Berlin Springpfuhl ist ein S-Bahnhof im Nordosten Berlins (Ortsteil Marzahn) im Streckennetz der S-Bahn Berlin. Er besteht aus einem vollständig überdachten Mittelbahnsteig. Am Aufgang zur Straßen(bahn)brücke Allee der Kosmonauten befindet sich eine Fahrkartenausgabe. Der Übergang zum Helene-Weigel-Platz ist als mit Rampen versehener Tunnel gestaltet. Am Bahnsteig halten tagsüber in der Woche jeweils alle zehn Minuten die Züge der Linien S7 und S75. Die Ansagen am Bahnhof kommen von einem Stellwerk am Biesdorfer Kreuz. Seine Bezeichnung erhielt der Bahnhof von einem nur rund 200 Meter entfernten Teich gleichen Namens.

## Geschichte

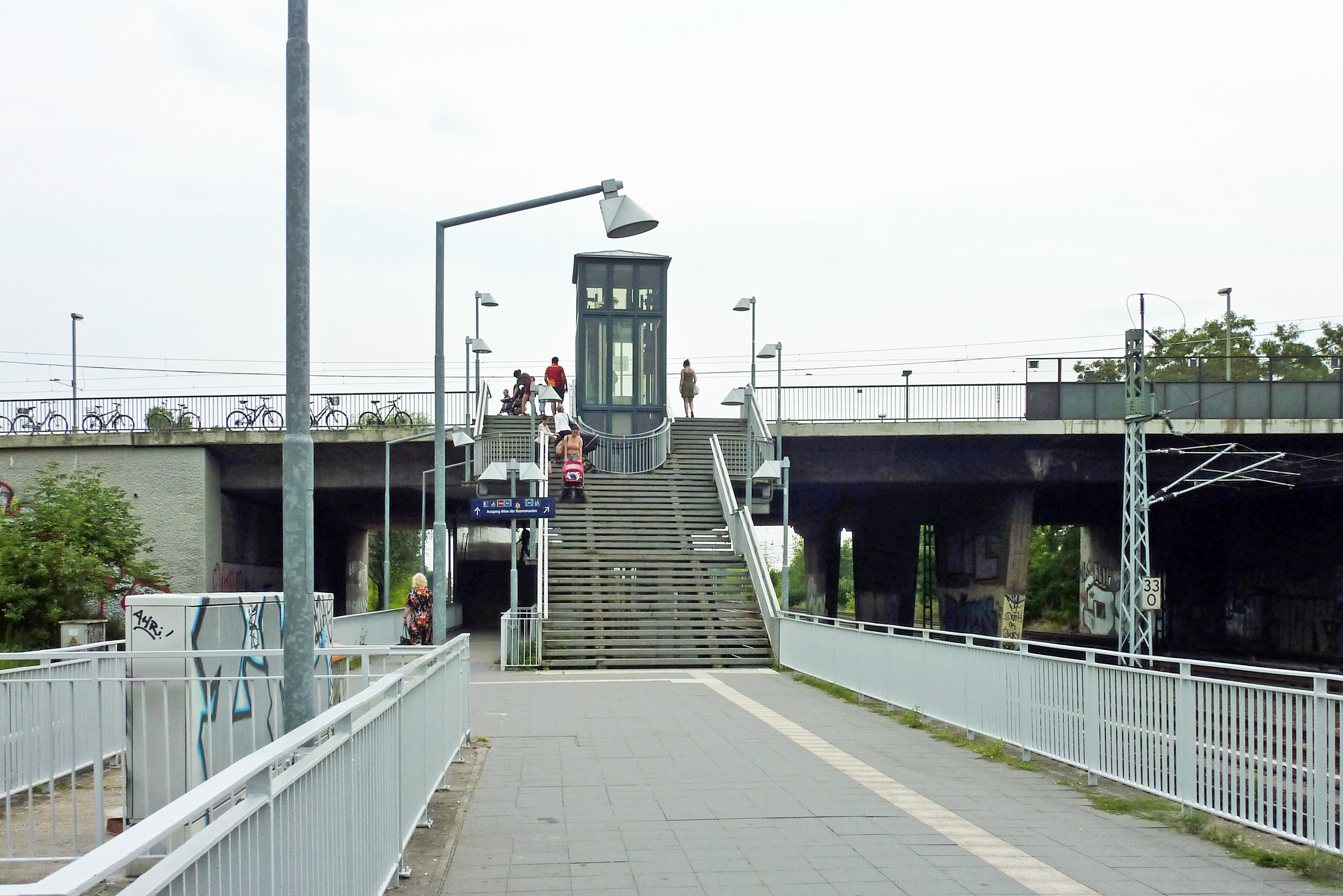
Aufgang zur Straßenbrücke der Allee der Kosmonauten, 2014

Der erste Bahnhof Springpfuhl befand sich etwa 150 Meter westlich des heutigen S-Bahnhofs am Güteraußenring (GAR). Es handelte sich um einen reinen Betriebsbahnhof mit drei Gleisen ohne Personen- und Güterverkehrsanlagen. Er ging mit dem nördlichen Abschnitt zwischen Biesenhorst und Berlin-Karow am 6. Oktober 1941 in Betrieb. Nördlich des Bahnhofs überquerte der GAR die Wriezener Bahn mit einer Brücke. Beide Strecken waren über eine Verbindungskurve zwischen Springpfuhl am GAR und dem Bahnhof Berlin-Marzahn an der Wriezener Bahn miteinander verbunden. Am 24. Mai 1950 ging die nördliche Verbindungskurve zwischen der Abzweigstelle Springpfuhl Nord am GAR aus Richtung Karow und der Wriezener Bahn Richtung Lichtenberg in Betrieb, im Dezember 1950 folgte eine Verbindungskurve zwischen dem Bahnhof Springpfuhl und der Abzweigstelle Friedrichsfelde Ost an der Ostbahn.
Mitte der 1960er Jahre plante die Deutsche Reichsbahn die Begradigung der nun als Berliner Außenring bezeichneten Strecke zur Erzielung höherer Geschwindigkeiten. Außenring, Ostbahn und Wriezener Bahn sollten über ein Betriebskreuz, das spätere Biesdorfer Kreuz miteinander verknüpft werden. Zwischen Friedrichsfelde Ost und Marzahn sowie entlang des Außenrings war der Bau von S-Bahn-Strecken vorgesehen. Die Arbeiten begannen 1968 und fanden im Herbst 1971 ihren ersten Abschluss. Der Bahnhof Springpfuhl wurde hierbei um rund 100–150 Meter nach Osten verschoben. Der neue Bahnhof Springpfuhl ging am 31. August 1971 mit Verbindungskurven nach Marzahn und Friedrichsfelde Ost in Betrieb, währenddessen bestand der alte Bahnhof parallel bis zum 14. September 1971 fort. Die Wriezener Bahn wurde in diesem Bereich ebenfalls aufgelassen und die Züge über den Berliner Außenring und die Ostbahn zum Bahnhof Berlin-Lichtenberg geleitet.
Der künftige S-Bahnhof Springpfuhl war bis 1971 im Rohbau fertiggestellt. Er ging am 30. Dezember 1976 zusammen mit der S-Bahn-Strecke von Friedrichsfelde Ost nach Marzahn in Betrieb. Bis zum 28. September 1979 erhielt die Strecke ihr zweites Gleis. 1980 erhielt der Bahnhof eine vollständige Überdachung sowie einen zweiten Ausgang zur Nordseite, der über einen Fußgängertunnel unter der Heinrich-Rau-Straße (seit 1992: Märkische Allee) in das Wohngebiet führt. Seit dem 20. Dezember 1984 ist die stadtauswärts abzweigende Strecke entlang des Berliner Außenrings nach Hohenschönhausen in Betrieb, die am 20. Dezember 1985 bis Wartenberg verlängert wurde. Als nächste Maßnahme war die Verlängerung der S-Bahn-Strecke am Außenring nach Norden zum Karower Kreuz sowie nach Süden zum Grünauer Kreuz vorgesehen. In Springpfuhl sollte hierfür ein zweiter Bahnsteig östlich des bestehenden errichtet und bis 1995 in Betrieb genommen werden. Die Umsetzung lässt wegen der mit der Wiedervereinigung der beiden Stadthälften geänderten Prioritäten im S-Bahn-Bau auf sich warten.
Entgegen dem Regelabfertigungsverfahren ZAT erfolgt am stadteinwärts führenden Gleis die Zugabfertigung durch den Fahrdienstleiter als örtliche Aufsicht.
Im Oktober 2022 sollte das Bahnsteigdach des Bahnhofs wegen Einsturzgefährdung abgerissen werden. Wegen des Fundes von Asbestfasern im Dach untersagte das Landesamt für Gesundheitsschutz den Abriss. Die Planungen für den Neubau des Daches haben sich immer weiter verzögert, sodass die Bauarbeiten nicht vor Ende des Jahrzehnts beginnen sollen.

## Verkehr
Der S-Bahnhof wird von den Linien S7 und S75 der S-Bahn Berlin bedient. Ferner bestehen Umsteigemöglichkeiten zu den Straßenbahnlinien M8 und 18 sowie zur Omnibuslinie 194 der BVG.
| Linie | Verlauf |
| ----- | --- |
|       | Potsdam Hauptbahnhof – Babelsberg – Griebnitzsee – Wannsee – Nikolassee – Grunewald – Westkreuz – Charlottenburg – Savignyplatz – Zoologischer Garten – Tiergarten – Bellevue – Hauptbahnhof – Friedrichstraße – Hackescher Markt – Alexanderplatz – Jannowitzbrücke – Ostbahnhof – Warschauer Straße – Ostkreuz – Nöldnerplatz – Lichtenberg – Friedrichsfelde Ost – Springpfuhl – Poelchaustraße – Marzahn – Raoul-Wallenberg-Straße – Mehrower Allee – Ahrensfelde |
|       | (Ostbahnhof –) Warschauer Straße – Ostkreuz – Nöldnerplatz – Lichtenberg – Friedrichsfelde Ost – Springpfuhl – Gehrenseestraße – Hohenschönhausen – Wartenberg |